# Coca de pa
La coca de pa, prima, esclafada, refenta o coca de forner, és una coca plana i sense res més que la massa sobrant d'una pasterada de pa, que un cop tovada (o fermentada) amb la resta de massa que donarà origen al pa, es torra esclafada i aprimada a sobre d'unes graelles o una planxa metàl·lica calenta, en comptes d'enfornar-la amb la resta del pa.
A les Illes Balears es consumeix habitualment en calent acompanyat d'allò que es vulga, normalment sal i oli (pitjant perquè entri l'oli a la pasta), amb sobrassada, etc.
Al País Valencià és típica sobretot del Maestrat i les comarques limítrofes, i va acompanyada o bé amb sal o bé amb sucre. En alguns forns se'n posa al gust del client. Es pot menjar freda o calenta, si bé el segon és més habitual. A banda d'aquesta coca, n'existeixen d'altres que es condimenten després de la cocció, com ara les coques de dacsa saforenques, que també són poc més que una massa aprimada i cuita.
Segons Eliana Thibaut, la coca naix de l'aprofitament de masses de pa que no s'han estufat. En comptes de llençar aquestes masses hom les guardava i les coïa planes i habitualment ensucrades, i se servien per a postres. Ara bé, aquesta pràctica significa que la coca de pa és la base teòrica de totes les coques, que venen a desenvolupar aquesta tradició amb l'afegida de condiments i la conversió en un àpat a part.